# Il muro (Loredana Errore)
Il muro è il primo singolo estratto dal primo album L'errore della cantante italiana Loredana Errore, uscito l'8 marzo 2011. Il singolo è entrato in rotazione radiofonica il 21 gennaio 2011 e reso disponibile su piattaforme digitali a partire dal 24 gennaio.

## Descrizione
Come nel suo primo EP, Ragazza occhi cielo, l'artista ha collaborato col cantautore Biagio Antonacci, che ha scritto e il brano assieme a Mila Normanni. Il singolo è una traccia dal sound moderno con elementi musicali degli anni ottanta.
Riguardo ad Il muro, Biagio Antonacci ha dichiarato: "Ero in studio con Michele Canova a mixare il cd di Loredana, molto bello, da me scritto e prodotto!! I discografici sono impazziti per Il muro primo singolo finito, entusiasmo alle stelle. Troppo bello per tenerlo nel cassetto anche solo un giorno in più. E così abbiamo deciso di sottrarre e diffondere anzitempo il brano, per la gioia dei fan che attendono novità da parte di Loredana Errore. Il CD si chiamerà L'errore ed uscirà a marzo."
Il video musicale ufficiale del brano è stato diretto da Gaetano Morbioli.

## Tracce
Download digitale
1. Il muro – 4:07 (Biagio Antonacci e Mila Normanni)

## Classifiche
| Classifica (2011) | Posizione |
| ----------------- | --------- |
| Italia            | 30        |

### Andamento nella classifica italiana FIMI
| Posizione | 36 | 30 | 48 | 65 |